# Перес, Хавьер (футбольный тренер)
Хавье́р Пе́рес (исп. Javier Pérez; 16 мая 1977, Вальядолид, Испания) — испанский футбольный тренер.

## Карьера
Перес тренировал юношей в академии «Реал Мадрид» в течение шести лет.
В 2012 году Перес начал работать в Федерации футбола США на должностях главного тренера сборной США до 18 лет и ассистента главного тренера сборной США до 20 лет.
В декабре 2015 года вошёл в тренерский штаб клуба MLS «Нью-Йорк Сити» в качестве ассистента главного тренера Патрика Виейра. Ассистировал и двум следующим тренерам клуба — Доменеку Торрену и Ронни Дейле.
В феврале 2021 года присоединился к ФК «Торонто» в качестве ассистента нового главного тренера Криса Армаса. После увольнения Армаса 4 июля Перес был назначен исполняющим обязанности главного тренера клуба. 9 августа Перес был утверждён главным тренером «Торонто» на постоянной основе на оставшуюся часть сезона 2021. 23 ноября «Торонто» объявил об истечении срока полномочий Переса на посту главного тренера.
Перес имеет лицензию UEFA Pro от Королевской федерации футбола Испании и лицензию UEFA A от английской Футбольной ассоциации. Получил степень доктора философии по спортивной науке в Леонском университете. Владеет испанским, английским, французским и немецким языками.
Совместно с Клаудио Рейной Перес написал учебную программу для Федерации футбола США.